# Aconitum sinomontanum
Aconitum sinomontanum är en ranunkelväxtart som beskrevs av Takenoshin Nakai. Aconitum sinomontanum ingår i släktet stormhattar, och familjen ranunkelväxter.

## Underarter
Arten delas in i följande underarter:
- A. s. angustius
- A. s. pilocarpum